# Guisa (Cuba)
Pour les articles homonymes, voir Guisa.
Guisa est une ville et une municipalité de Cuba dans la province de Granma.

## Géographie

### Situation
La municipalité, dans l'est de la province de Granma, est enclavée dans la sierra Maestra.
Son chef-lieu Guisa est sur les contreforts nord de la chaîne de montagnes, à 19 km au sud-est de Bayamo la capitale de province de Granma et 133 km au nord-ouest de Santiago de Cuba.

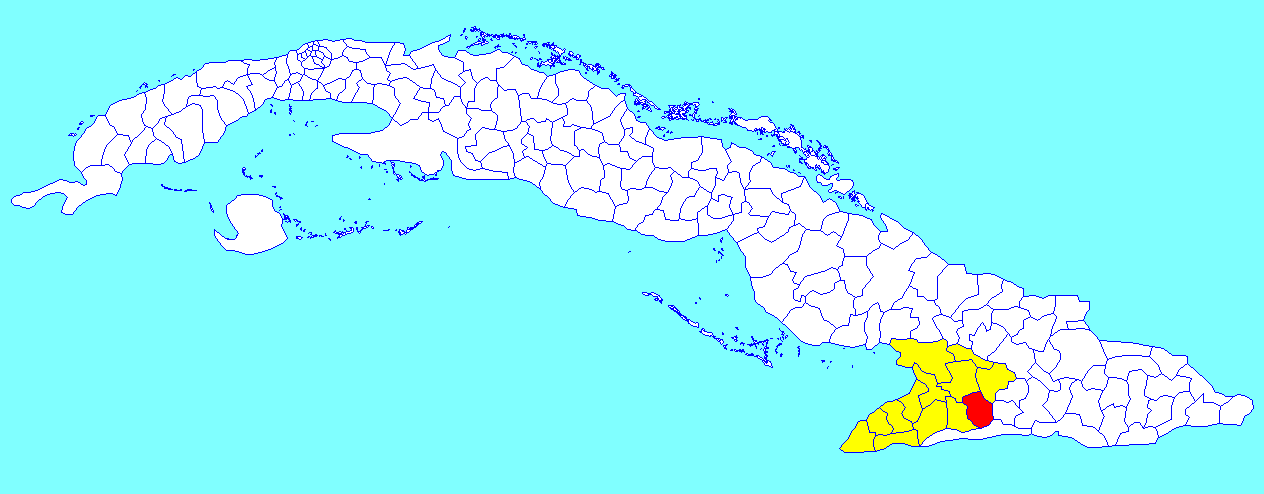
Municipalité de Guisa dans la province de Granma

### Divisions administratives
La municipalité inclut 12 consejos populares : 
- Palma del Perro
- Urbano No.1
- Urbano No.2
- Loma de Piedra
- Monjará
- Macanacú
- Los Horneros
- Corralillo
- Victorino
- El Bombón
- La Plata
- Los Números

## Population
En 2022 la population de la municipalité est estimée à 44 566 habitants. Pour une surface de 592,3 km2, la densité est de 75,24 habitants/km².

## Histoire
San José de Guisa est fondé officiellement le 16 août 1765, en présence du gouverneur de Cuba Juan de Cajigal. Cette fondation témoigne de l'avance de la colonisation de l'intérieur du pays, stimulée par les plantations de tabac et les intérêts économiques et sociaux du fondateur, José Antonio de Silva y Ramirez de Arellano, colonel de milices et régisseur perpétuel de la mairie de Bayamo.